# Глыбочка (Киевская область)
Глыбочка (укр. Глибічка, Глибочка) — село, входит в Белоцерковский район Киевской области Украины.
Население по переписи 2001 года составляло 415 человек. Почтовый индекс — 09153. Телефонный код — 4563. Занимает площадь 10 км². Код КОАТУУ — 3220485102.

## Местный совет
09153, Киевская обл., Белоцерковский р-н, с. Пилипча, ул. Ленина, 5